# هیتاچی کانستراکشن مشنری

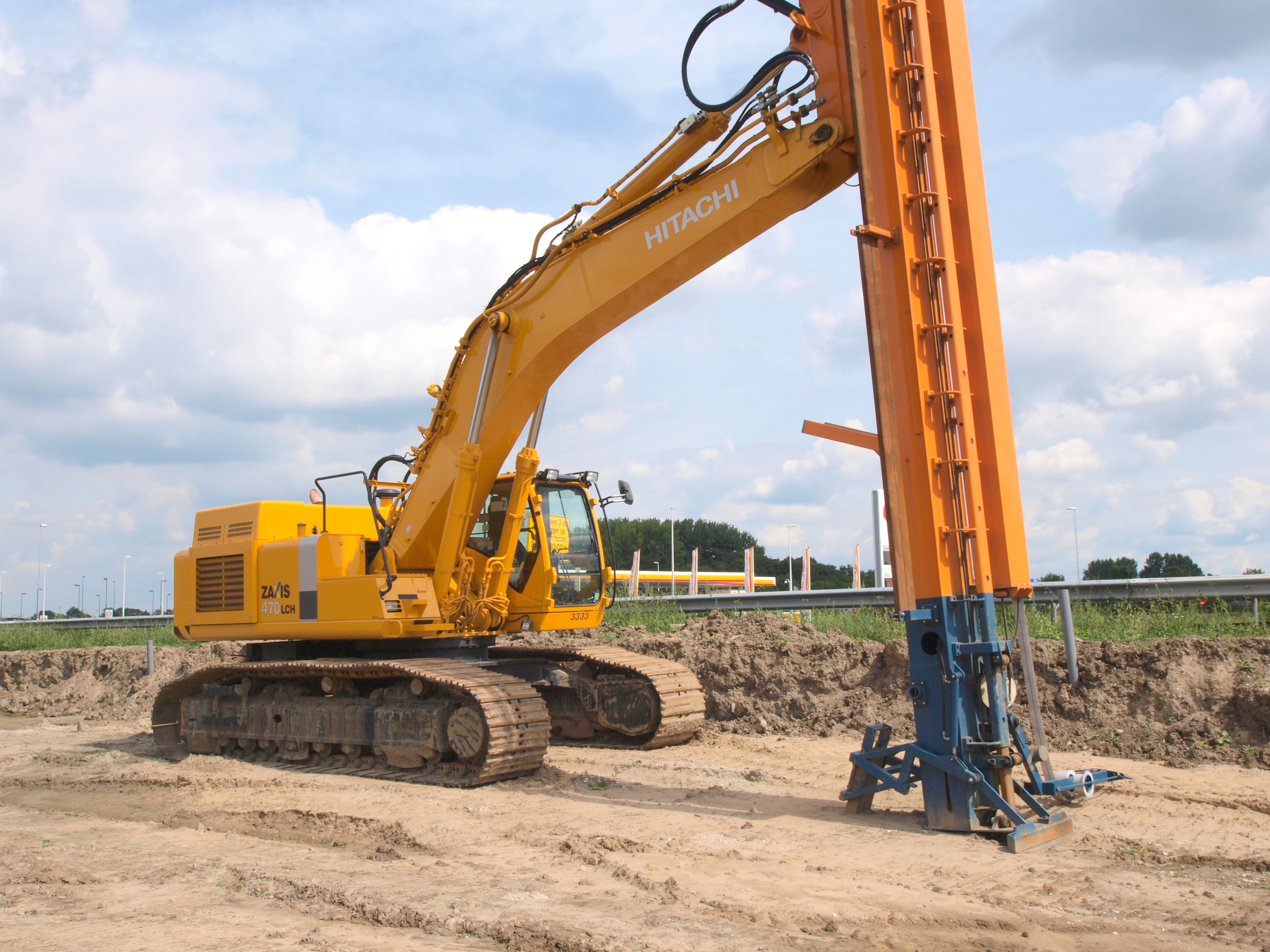
هیتاچی زاگزیس ۴۷۰

هیتاچی کانستراکشن مَشِنِری (به انگلیسی: Hitachi Construction Machinery) یا هیتاچی کَنکی (به ژاپنی: 日立建機) یک شرکت صنایع‌سنگین ژاپنی است، که در زمینه ساخت تجهیزات صنعتی، تجهیزات معدن، ماشین‌آلات راه‌سازی و ماشین‌آلات ساخت‌وساز فعالیت می‌کند. 
شرکت هیتاچی کانستراکشن مشنری در سال ۱۹۵۱ توسط شرکت هیتاچی راه‌اندازی شد و اکنون ماشین‌آلاتی چون: بولدوزر، تراکتور، جرثقیل، لودر و بیل مکانیکی را تولید می‌نماید.
دفتر مرکزی این شرکت در منطقه بون‌کیو، توکیو، ژاپن قرار دارد و بخشی از سهام آن در بازارهای بورس توکیو و بورس اوساکا معامله می‌شود.